# Werner Wüthrich

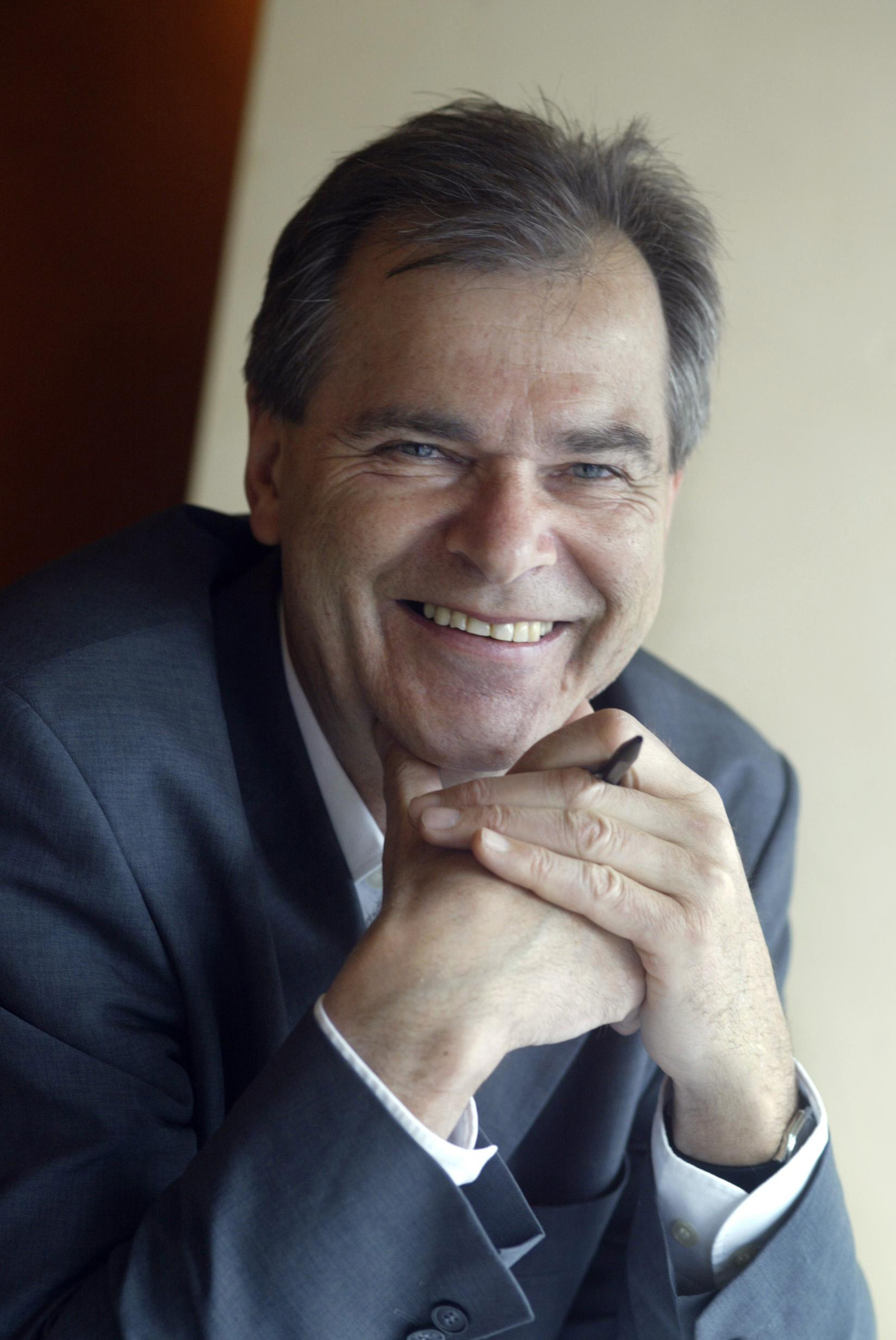
Werner Wüthrich (2004)

Werner Wüthrich (* 14. Juni 1947 in Ittigen (BE)) ist ein Schweizer Schriftsteller, Theaterautor und Brechtforscher.

## Leben
Werner Wüthrich wurde als Sohn einer Bauernfamilie geboren; nach der Primar- und Sekundarschule in Ittigen und Bolligen schloss er 1967 das naturwissenschaftliche Gymnasium in Bern ab. In den folgenden vier Jahren studierte er Theaterwissenschaften, Germanistik und Philosophie an der Universität Wien und beendete das Studium 1974 mit der Dissertation Bertolt Brechts Aufnahme in der Schweiz.
Seit 1972 arbeitet Werner Wüthrich als freiberuflicher Theaterautor und Schriftsteller. Für sein Schaffen wurde er mit mehreren Auszeichnungen für sein Engagement „zu Sprache anstiften“ und für sein Gesamtwerk geehrt, darunter im Jahr 2004 mit dem Doron-Preis.
Als Theaterautor, Produktionsdramaturg und dramaturgischer Berater war Werner Wüthrich u. a. im Theater am Neumarkt Zürich, im Dramatischen Zentrum Wien, im Theater 1230 Bern und im Deutschen Theater Berlin tätig. Von 1985 bis 2001 war Wüthrich in der Jury-Leitung für den Literaturpreis „Arbeit und Alltag“, Vorstandsmitglied der „Gruppe Olten“ und von 1996 bis 2002 Präsident des Schlachthaus Theater Bern.

## Auszeichnungen
- Literaturpreis Stadt Bern (1970)
- Literaturpreis Kanton Bern (1981)
- Werkjahr Stadt Zürich (1973)
- Staatstipendium Dramatisches Zentrum Wien (1975)
- Erster Preis für das Drama, Literar-Mechana Wien (1986)
- Erster Preis für das beste Volksstück, BGVT Schweiz (1987)
- Membro Istituto Svizzero, Rom
- Werkjahr Kulturstiftung Pro Helvetia Zürich (1988/89)
- Doron-Preis für Gesamtwerk und Schreibwerkstätten (2004).

## Werke
Wüthrich gilt mit seiner Prosa Landflucht (1979), Vom Land (1990), Die sie Bauern nannten (2009) und Frauen Land Frauen (2011) im deutschen Sprachraum als Pionier einer neuen Bauernliteratur. Weiter zählt er zu den international renommierten Exilliteratur- und Brecht-Forschern. Neben zahlreichen Publikationen mit dem Schwerpunkt Exiltheater und Bertolt Brecht ist Wüthrich als Dozent und Kurator von Ausstellungen sowie als wissenschaftlicher Beirat tätig.

### Prosa
- Vom Land. Berichte. Unionsverlag, Zürich 1979, ISBN 3-293-000118.
- Emil Zbinden. Selbstzeugnisse und Bilddokumente. Limmat Verlag, Zürich 2008, ISBN 978-3-85791-568-0.
- Die sie Bauern nannten. Vom Mythos und Überleben unserer Landwirtschaft. Huber Verlag, Frauenfeld 2009, ISBN 978-3-7193-1526-9.
- Frauen Land Frauen. Mit Bildern von Carmela Ordoni. Huber Verlag, Frauenfeld 2011, ISBN 978-3-7193-1568-9.

### Dramen, Hörspiele, Filmdrehbücher
- Henzi. Historisch, aber nicht sehr. Bern 1972; A deplorable original Swiss story – Der Fall Samuel Henzi. Schweizer Radio DRS, 1972.
- Wanderungen. Schweizer Radio DRS, 1972 / Die Zurücknahme. ORF Wien 1974.
- Wo Unrecht zu Recht wird. Wien, Theater Zwentendorf, 1977.
- Vom Ärgernis zum Klassiker. Schweizer Radio DRS, 1978.
- Landflucht. Schweizer Fernsehen, Zürich 1979 und Theater Thun, 1984.
- Motocross. Theater 1230 Bern, 1980.
- The Gnomes of. Theater Neumarkt Zürich, 1986.
- Halt auf Verlangen. Volksstück. Theater Hottwil, Aargau, 1987.
- Die Erfolgreichen. Ein Monolog-Zyklus. Theater 1230 Bern, 1988.
- Guten Tag, Alltag. Schlachthaus Theater Bern, 1989.
- Dällenbach oder Der Krieg des Normalen. Theater 1230 Bern, 1990.
- Fast Nacht. Eine Neutralitätskomödie. Bern und Zürich, 1991.
- Zum weissen Kreuz. Ein Stück Volk. Schlachthaus Theater Bern, 1992.
- MMM oder Corporate Identity. München und Städtische Bühnen Nürnberg, 1993.
- Herzkammer. Ein Goldstück. München und Schweizer Radio DRS, 1993.
- Happy. Ein Monodram. Bern 1997.
- Lioba Lioba. Hüt Abe lyt e Chue i dr Luft! Hof-Theater und Zürich, 2007.
- Dumm und Dick. Theater 1231 Bern, 2012.
- Koloman Wallisch (nach Bertolt Brecht). Innsbruck und Wien, 2012 und 2014.

### Publikationen zur Brechtforschung
- Bertolt Brechts Aufnahme in der Schweiz 1923-1969. Wien, 1974.
- Die Uraufführung am Zürcher Schauspielhaus (1943). Frankfurt/M., 1982.
- Am Anfang stand ein Missverständnis. Luzern, 1998.
- Bertolt Brecht und die Schweiz. Monographie. Chronos Verlag Zürich, 2003.
- Das Wunder von Bern. Das Verhör des Lukullus, Mai 1940. Bern, 2003.
- Brecht-Koffer-Entdecker Werner Wüthrich über den guten Autor und bösen Kommunisten Bertolt Brecht. Zürich, 2004.
- Neue Funde in der Schweiz. Augsburg, 2004.
- Wer keinen Pass hat, ist ein Hund. Film von Bruno Moll. Zürich, 2004.
- „Hallo, dear Brecht...“. Charles Laughton demonstriert episches Theater. Zürich, 2006.
- Das Trommeln, der Tod und Brecht. Brecht 1949 an der Fasnacht in Basel. Augsburg, 2006.
- 1948 Brechts Zürcher Schicksalsjahr. Chronos Verlag Zürich, 2006. / Zurich 1948 - L'annee destin de Brecht. Übersetzung von Daniel Frey, Corinne Duvoisin, mit einem Vorwort von Jean Ziegler. Genève, 2007.
- „Ich habe grauenhafte Wochen hinter mir“. Wuppertal, 2007.
- Bertolt Brecht aujourd’hui. Genève, 2007.
- Über Exil und das Exilland Schweiz – Über das Fremde und das Vertraute. München, 2007.
- Neues vom Herrn Brecht. Bertolt Brecht und Österreich. Wien, 2007.
- Brechts Stadtwohnung in Zürich – ein gut gehütetes Geheimnis. Augsburg, 2009.
- „…dass es eine beglückende Internationale der Kunst gibt“. Brecht, Österreich und das Theater. Wien, 2010.
- „Stell dir vor es ist Krieg…“. Zu Brechts Fragment der „Koloman Wallisch Kantate“. Innsbruck, 2012.
- Die Antigone des Bertolt Brecht: Eine experimentelle Theaterarbeit. Zürich, 2015.